# شجاعت (فیلم ۲۰۰۱)
شجاعت (به تامیلی: Dhill) و (به انگلیسی: Courage) فیلمی هندی محصول سال ۲۰۰۱ و به کارگردانی دارانی است. در این فیلم بازیگرانی همچون ویکرام، لیلا، اشیش ویدیارتی، نثار و چاروهاسان ایفای نقش کرده‌اند.